# Danh sách trường đại học, học viện và cao đẳng tại Việt Nam

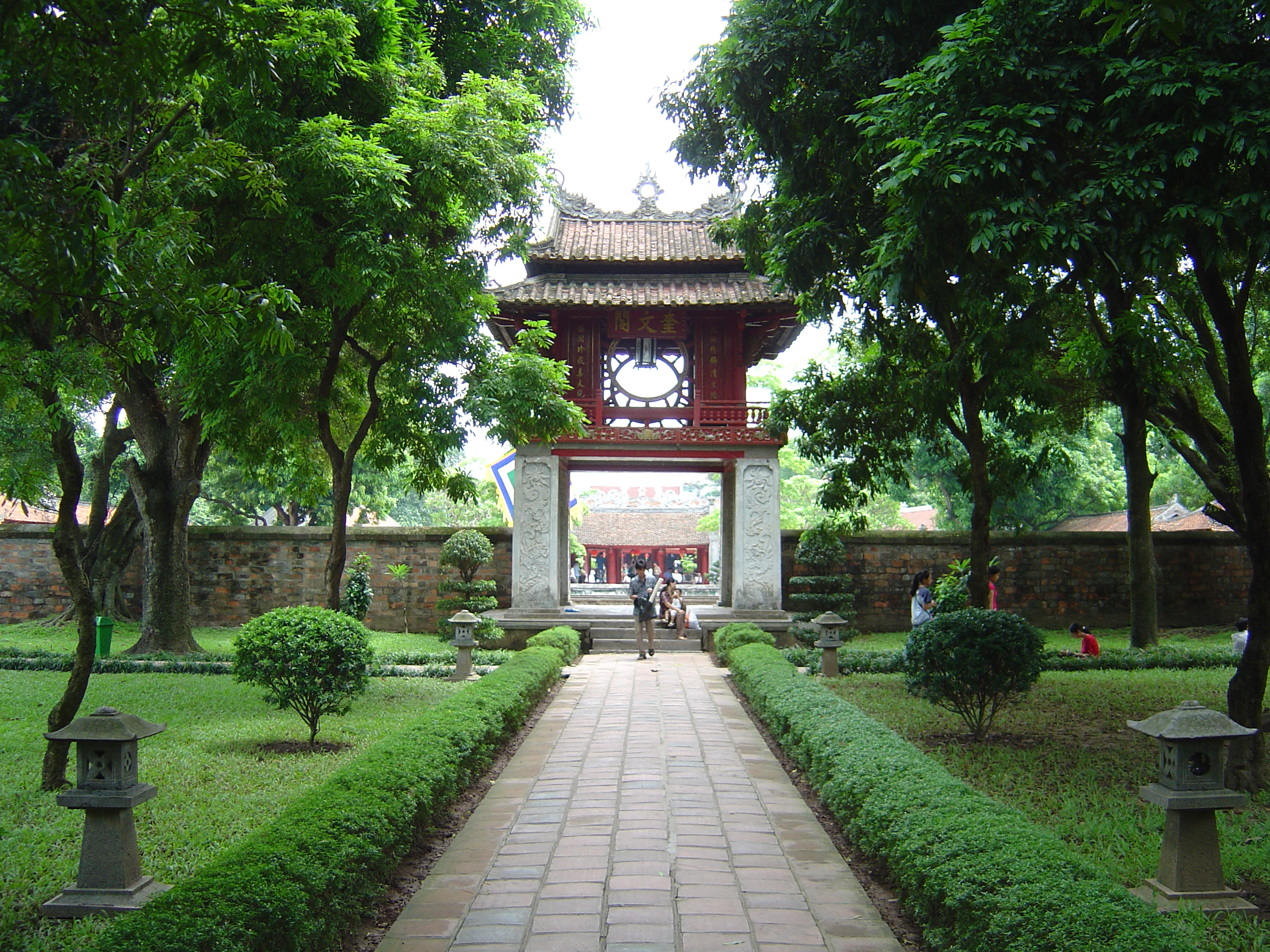
Quần thể di tích Văn Miếu – Quốc Tử Giám tại Hà Nội, bao gồm cả Quốc Tử Giám (國子監), trường đại học đầu tiên của Việt Nam

Bài viết liệt kê danh sách các đại học, trường đại học, học viện và trường cao đẳng tại Việt Nam. Đại học, trường đại học, học viện và viện hàn lâm đều là các cơ sở giáo dục bậc cao, mang tính mở, đào tạo bậc đại học và sau đại học. Danh tiếng của trường phụ thuộc vào chất lượng giảng dạy, nghiên cứu khoa học, tầm ảnh hưởng và chất lượng sinh viên đầu ra. Quốc Tử Giám, thành lập năm 1076, là trường đại học đầu tiên tại Việt Nam.
Việt Nam hiện phát triển nhất mô hình một trường đại học chuyên ngành hoặc đa ngành. Mô hình đại học đa thành viên, với sự kết hợp của nhiều trường đại học thành viên hiện chiếm thiểu số rất nhỏ. Đối với các trường đại học công lập có hai cơ chế hoạt động chính đó là nhà nước kiểm soát và tự chủ, trong đó các khía cạnh tự chủ đại học bao gồm tự chủ về học thuật, tự chủ về tổ chức nhân sự và tự chủ về tài chính.
Học viện hay viện hàn lâm là mô hình giáo dục ra đời sau này, chú trọng hơn về nghiên cứu. Viện hàn lâm là một tổ chức uy tín, tập hợp những cá nhân xuất sắc trong một lĩnh vực cụ thể, có nhiệm vụ thúc đẩy nghiên cứu, trao đổi kiến thức và tư vấn cho chính phủ hoặc các tổ chức khác về các vấn đề chuyên môn, chỉ đào tạo bậc sau đại học. Giá trị văn bằng được cấp bởi đại học và học viện là tương đương nhau.
Trong bài viết này, tất cả các đại học, trường đại học và học viện nằm trong nhóm Đại học trọng điểm quốc gia Việt Nam đều được in đậm.

## Đại học
Theo định nghĩa tại Điều 4 Luật Giáo dục đại học Việt Nam hiện hành, đại học là cơ sở giáo dục đại học, được tổ chức để đào tạo, nghiên cứu nhiều lĩnh vực khoa học, được cấu thành bởi các đơn vị thành viên là viện, trường đại học, trường chuyên ngành và các đơn vị nghiên cứu khác. Các đại học thường không trực tiếp thực hiện nhiệm vụ đào tạo, mà giao nhiệm vụ này cho các đơn vị thành viên thực hiện. Người đứng đầu một đại học gọi là giám đốc (president), người đứng đầu một đơn vị thành viên là hiệu trưởng hay viện trưởng (rector), hoặc giám đốc đơn vị.
Hiện tại, ở Việt Nam có tổng cộng 9 đại học, bao gồm 2 đại học quốc gia, 4 đại học vùng, 3 đại học lĩnh vực và 2 đại học tư thục.

### Đại học quốc gia
Đại học quốc gia là mô hình đào tạo đặc biệt trong hệ thống giáo dục đại học tại Việt Nam. Các đại học quốc gia hoạt động độc lập dưới sự quản lý trực tiếp của Thủ tướng Chính phủ, không cần thông qua bất kỳ cơ quan, tổ chức nhà nước nào. Các đại học này được đầu tư và định hướng để trở thành các trung tâm đào tạo, nghiên cứu và phát triển khoa học, công nghệ của Việt Nam, đi tiên phong trong việc chuyển giao các thành tựu công nghệ đa lĩnh vực từ các quốc gia trên thế giới. Hằng năm, Thủ tướng Chính phủ trực tiếp chỉ đạo, đưa ra các chỉ tiêu về nghiên cứu, đào tạo cho các đại học quốc gia. Các đại học quốc gia được trao quyền để chủ động xây dựng chương trình đào tạo đại học, sau đại học, chủ động đào tạo nghiên cứu sinh, thẩm định luận án và ra quyết định cấp bằng tiến sĩ các lĩnh vực.

#### Đại học Quốc gia Hà Nội
| STT | Viết tắt | Đơn vị thành viên                          |
| --- | -------- | ------------------------------------------ |
| 1   | UET      | Trường Đại học Công nghệ                   |
| 2   | UEd      | Trường Đại học Giáo dục                    |
| 3   | UEB      | Trường Đại học Kinh tế                     |
| 4   | HUS      | Trường Đại học Khoa học Tự nhiên           |
| 5   | HUSSH    | Trường Đại học Khoa học Xã hội và Nhân văn |
| 6   | ULIS     | Trường Đại học Ngoại ngữ                   |
| 7   | VNU-UMP  | Trường Đại học Y Dược                      |
| 8   | VJU      | Trường Đại học Việt Nhật                   |
| 9   | VNU-UL   | Trường Đại học Luật                        |
| —   | HSB      | Trường Quản trị và Kinh doanh              |
| —   | VNU-IS   | Trường Quốc tế                             |
| —   | SIS      | Trường Khoa học liên ngành và Nghệ thuật   |

#### Đại học Quốc gia Thành phố Hồ Chí Minh
| STT | Viết tắt | Đơn vị thành viên                             |
| --- | -------- | --------------------------------------------- |
| 1   | AGU      | Trường Đại học An Giang                       |
| 2   | HCMUT    | Trường Đại học Bách khoa                      |
| 3   | UIT      | Trường Đại học Công nghệ Thông tin            |
| 4   | HCMUS    | Trường Đại học Khoa học Tự nhiên              |
| 5   | HCMUSSH  | Trường Đại học Khoa học Xã hội và Nhân văn    |
| 6   | UEL      | Trường Đại học Kinh tế – Luật                 |
| 7   | HCMIU    | Trường Đại học Quốc tế                        |
| 8   | UHS      | Trường Đại học Khoa học Sức khoẻ              |
| —   | —        | Phân hiệu Đại học Quốc gia TP.HCM tại Bến Tre |

### Đại học vùng
Mô hình hoạt động của các đại học vùng tương tự như mô hình của đại học quốc gia. Điểm khác biệt duy nhất là đại học vùng chịu sự quản lý của Bộ Giáo dục và Đào tạo thay vì sự chỉ đạo trực tiếp từ Chính phủ. Trường Đại học Cần Thơ đang có đề xuất và xin hỗ trợ về thủ tục từ Bộ Giáo dục và Đào tạo để trở thành đại học vùng thứ tư.

#### Đại học Thái Nguyên
| STT | Viết tắt | Đơn vị thành viên                                  |
| --- | -------- | -------------------------------------------------- |
| 1   | TNUICT   | Trường Đại học Công nghệ Thông tin và Truyền thông |
| 2   | TNUS     | Trường Đại học Khoa học                            |
| 3   | TNUEBA   | Trường Đại học Kinh tế và Quản trị kinh doanh      |
| 4   | TNUT     | Trường Đại học Kỹ thuật Công nghiệp                |
| 5   | TNUAF    | Trường Đại học Nông Lâm                            |
| 6   | TNUEd    | Trường Đại học Sư phạm                             |
| 7   | TNUMP    | Trường Đại học Y Dược                              |
| —   | —        | Trường Ngoại ngữ                                   |
| —   | TNEC     | Trường Cao đẳng Kinh tế - Kỹ thuật                 |
| —   | TNU-IS   | Khoa Quốc tế                                       |
| —   | —        | Phân hiệu Đại học Thái Nguyên tại Lào Cai          |
| —   | —        | Phân hiệu Đại học Thái Nguyên tại Hà Giang         |

#### Đại học Huế
| STT | Viết tắt | Đơn vị thành viên                   |
| --- | -------- | ----------------------------------- |
| 1   | HUSC     | Trường Đại học Khoa học             |
| 2   | HCE      | Trường Đại học Kinh tế              |
| 3   | HUL      | Trường Đại học Luật                 |
| 4   | HUA      | Trường Đại học Nghệ thuật           |
| 5   | HUCFL    | Trường Đại học Ngoại ngữ            |
| 6   | HUAF     | Trường Đại học Nông Lâm             |
| 7   | HUCE     | Trường Đại học Sư phạm              |
| 8   | YDH      | Trường Đại học Y Dược               |
| —   | HUHT     | Trường Du lịch                      |
| —   | HUET     | Khoa Kỹ thuật và Công nghệ          |
| —   | HUIS     | Khoa Quốc tế                        |
| —   | FPE      | Khoa Giáo dục thể chất              |
| —   | HU-QTC   | Phân hiệu Đại học Huế tại Quảng Trị |

#### Đại học Đà Nẵng
| STT | Viết tắt | Đơn vị thành viên                                             |
| --- | -------- | ------------------------------------------------------------- |
| 1   | DUT      | Trường Đại học Bách khoa                                      |
| 2   | DUE      | Trường Đại học Kinh tế                                        |
| 3   | DUEd     | Trường Đại học Sư phạm                                        |
| 4   | DNUFL    | Trường Đại học Ngoại ngữ                                      |
| 5   | DNUTE    | Trường Đại học Sư phạm Kỹ thuật                               |
| 6   | VKU      | Trường Đại học Công nghệ thông tin và Truyền thông Việt – Hàn |
| —   | —        | Phân hiệu Đại học Đà Nẵng tại Kon Tum                         |
| —   | —        | Khoa Y – Dược                                                 |
| —   | —        | Khoa Giáo dục thể chất                                        |
| —   | —        | Khoa Giáo dục Quốc phòng An ninh                              |

#### Đại học Cần Thơ
Ngày 15/7/2025, Thủ tướng Chính phủ đã có quyết định chuyển Trường Đại học Cần Thơ thành Đại học Cần Thơ, là cơ sở giáo dục đại học công lập trực thuộc Bộ Giáo dục & Đào tạo, giữ vai trò Đại học trọng điểm tại khu vực Đồng bằng sông Cửu Long. Lộ trình đến năm 2027, bên cạnh 6 trường thành viên đã có, Đại học Cần Thơ tiến hành thành lập thêm 3 trường thành viên trên cơ sở tái cơ cấu 10 Khoa chuyên môn hiện tại, nâng tổng số trường thành viên lên 9 trường
| STT | Viết tắt | Đơn vị thành viên                           |
| --- | -------- | ------------------------------------------- |
| -   | CSE      | Trường Kinh tế                              |
| -   | CoA      | Trường Nông nghiệp                          |
| -   | CoE      | Trường Bách khoa                            |
| -   | CICT     | Trường Công nghệ Thông tin và Truyền thông  |
| -   | CAF      | Trường Thủy sản                             |
| -   | SE       | Trường Sư phạm                              |
| —   | —        | Phân hiệu Đại học Cần Thơ tại Sóc Trăng     |
| —   | —        | Đại học Cần Thơ cơ sở Hậu Giang             |
| —   | —        | Khoa Luật                                   |
| —   | —        | Khoa Ngoại ngữ                              |
| —   | —        | Khoa Khoa học Tự nhiên                      |
| —   | —        | Khoa Khoa học Chính trị, Xã hội và Nhân văn |
| —   | —        | Khoa Môi trường và Tài nguyên Thiên nhiên   |
| —   | —        | Khoa Sau Đại học                            |

### Đại học lĩnh vực
Hiện nay, một số trường đại học tại Việt Nam đã và đang xây dựng đề án tái cơ cấu, chuyển đổi sang mô hình đại học nhằm mở rộng quy mô đào tạo và hoạt động theo từng lĩnh vực nhất định. Tính đến tháng 4/2025, có 3 Đại học công lập đã hoàn tất chuyển đổi theo Quyết định của Thủ tướng Chính phủ.
| STT | Đại học                                                                       | Đơn vị trực thuộc                                              | Viết tắt   |
| --- | ----------------------------------------------------------------------------- | -------------------------------------------------------------- | ---------- |
| 1   | Đại học Bách khoa Hà Nội (HUST) - Lĩnh vực: Kỹ thuật và công nghệ             | Trường Công nghệ Thông tin và Truyền thông                     | SoICT      |
| 1   | Đại học Bách khoa Hà Nội (HUST) - Lĩnh vực: Kỹ thuật và công nghệ             | Trường Vật liệu                                                | SMS        |
| 1   | Đại học Bách khoa Hà Nội (HUST) - Lĩnh vực: Kỹ thuật và công nghệ             | Trường Cơ khí                                                  | SME        |
| 1   | Đại học Bách khoa Hà Nội (HUST) - Lĩnh vực: Kỹ thuật và công nghệ             | Trường Hóa và Khoa học sự sống                                 | SCLS       |
| 1   | Đại học Bách khoa Hà Nội (HUST) - Lĩnh vực: Kỹ thuật và công nghệ             | Trường Điện – Điện tử                                          | SEEE       |
| 1   | Đại học Bách khoa Hà Nội (HUST) - Lĩnh vực: Kỹ thuật và công nghệ             | Trường Kinh tế                                                 | SEM        |
| 2   | Đại học Kinh tế Quốc dân (NEU) - Lĩnh vực: Kinh tế và kinh doanh              | Trường Kinh doanh                                              | NCB        |
| 2   | Đại học Kinh tế Quốc dân (NEU) - Lĩnh vực: Kinh tế và kinh doanh              | Trường Kinh tế và Quản lý công                                 | NCEPA      |
| 2   | Đại học Kinh tế Quốc dân (NEU) - Lĩnh vực: Kinh tế và kinh doanh              | Trường Công nghệ                                               | NCT        |
| 3   | Đại học Kinh tế Thành phố Hồ Chí Minh (UEH) - Lĩnh vực: Kinh tế và kinh doanh | Trường Kinh doanh                                              | CoB        |
| 3   | Đại học Kinh tế Thành phố Hồ Chí Minh (UEH) - Lĩnh vực: Kinh tế và kinh doanh | Trường Kinh tế, Luật và Quản lý nhà nước                       | CELG       |
| 3   | Đại học Kinh tế Thành phố Hồ Chí Minh (UEH) - Lĩnh vực: Kinh tế và kinh doanh | Trường Công nghệ và Thiết kế                                   | CTD        |
| 3   | Đại học Kinh tế Thành phố Hồ Chí Minh (UEH) - Lĩnh vực: Kinh tế và kinh doanh | Phân hiệu Đại học Kinh tế TP.HCM tại Vĩnh Long                 | UEH Mekong |
| 3   | Đại học Kinh tế Thành phố Hồ Chí Minh (UEH) - Lĩnh vực: Kinh tế và kinh doanh | Phân hiệu Đại học Kinh tế TP.HCM tại Khánh Hòa (đang xây dựng) |            |

### Đại học tư thục
Năm 2024, Trường Đại học Duy Tân chuyển thành Đại học Duy Tân theo Quyết định số 1115/QĐ-TTg từ ngày 07 tháng 10, trở thành đại học tư thục đầu tiên của Việt Nam và là đại học thứ 8 trong nhóm các đại học của Việt Nam.
Sau đó, Trường Đại học Phenikaa chuyển thành Đại học Phenikaa theo Quyết định số 775/QĐ-TTg ngày 15/4/2025, trở thành đại học thứ 10 theo Luật Giáo dục đại học.
| STT | Đại học               | Đơn vị trực thuộc                  | Viết tắt |
| --- | --------------------- | ---------------------------------- | -------- |
| 1   | Đại học Duy Tân (DTU) | Trường Công nghệ và Kỹ thuật       | SET      |
| 1   | Đại học Duy Tân (DTU) | Trường Du lịch                     | HTI      |
| 1   | Đại học Duy Tân (DTU) | Trường Đào tạo Quốc tế             | IS       |
| 1   | Đại học Duy Tân (DTU) | Trường Khoa học máy tính           | SCS      |
| 1   | Đại học Duy Tân (DTU) | Trường Kinh tế và Kinh doanh       | SBE      |
| 1   | Đại học Duy Tân (DTU) | Trường Ngôn ngữ & Xã hội Nhân văn  | LHSS     |
| 1   | Đại học Duy Tân (DTU) | Trường Y Dược                      | CMP      |
| 2   | Đại học Phenikaa      | Trường Kỹ thuật                    |          |
| 2   | Đại học Phenikaa      | Trường Kinh tế                     |          |
| 2   | Đại học Phenikaa      | Trường Y - Dược                    |          |
| 2   | Đại học Phenikaa      | Trường Công nghệ thông tin         |          |
| 2   | Đại học Phenikaa      | Trường Ngoại ngữ - Khoa học xã hội |          |

## Trường đại học và học viện trực thuộc cơ quan, tổ chức nhà nước
Phần lớn các cơ sở đào tạo đại học tại Việt Nam trực thuộc và được quản lý trực tiếp bởi Bộ Giáo dục và Đào tạo. Một số trường đại học và học viện đào tạo theo các lĩnh vực khoa học nhất định sẽ được quản lý bởi các cơ quan, tổ chức nhà nước có chuyên môn tương ứng. Các cơ quan này chịu trách nhiệm xây dựng chương trình đào tạo theo lĩnh vực chuyên môn, cũng như thực hiện các quy trình kiểm định và đảm bảo chất lượng đào tạo. Bộ Giáo dục và Đào tạo chịu trách nhiệm tham vấn và hỗ trợ các cơ sở giáo dục này trong việc vận hành bộ máy, tổ chức cũng như quản lý các hoạt động về nghiệp vụ đào tạo và giáo dục.

### Bộ Giáo dục và Đào tạo
| STT | Địa điểm  | Tên trường                                                    | Viết tắt |
| --- | --------- | ------------------------------------------------------------- | -------- |
| 1   | Hà Nội    | Học viện Quản lý giáo dục                                     | NAEM     |
| 2   | Hà Nội    | Trường Đại học Hà Nội                                         | HANU     |
| 3   | Hà Nội    | Trường Đại học Giao thông Vận tải                             | UTC      |
| 4   | Hà Nội    | Trường Đại học Mỏ – Địa chất                                  | HUMG     |
| 5   | Hà Nội    | Trường Đại học Mở Hà Nội                                      | HOU      |
| 6   | Hà Nội    | Trường Đại học Mỹ thuật Công nghiệp                           | UAD      |
| 7   | Hà Nội    | Trường Đại học Ngoại thương                                   | FTU      |
| 8   | Hà Nội    | Trường Đại học Sư phạm Hà Nội                                 | HNUE     |
| 9   | Hà Nội    | Trường Đại học Sư phạm Nghệ thuật Trung ương                  | NUAE     |
| 10  | Hà Nội    | Trường Đại học Sư phạm Thể dục Thể thao Hà Nội                | HUPES    |
| 11  | Hà Nội    | Trường Đại học Thương mại                                     | TMU      |
| 12  | Hà Nội    | Trường Đại học Xây dựng Hà Nội                                | HUCE     |
| 13  | Phú Thọ   | Trường Đại học Sư phạm Hà Nội 2                               | HPU2     |
| 14  | TP.HCM    | Trường Đại học Luật Thành phố Hồ Chí Minh                     | ULaw     |
| 15  | TP.HCM    | Trường Đại học Mở Thành phố Hồ Chí Minh                       | HCMOU    |
| 16  | TP.HCM    | Trường Đại học Nông Lâm Thành phố Hồ Chí Minh                 | NLU      |
| 17  | TP.HCM    | Trường Đại học Sư phạm Kỹ thuật Thành phố Hồ Chí Minh         | HCMUTE   |
| 18  | TP.HCM    | Trường Đại học Sư phạm Thành phố Hồ Chí Minh                  | HCMUE    |
| 19  | TP.HCM    | Trường Đại học Sư phạm Thể dục Thể thao Thành phố Hồ Chí Minh | HCMUPES  |
| 20  | TP.HCM    | Trường Đại học Việt Đức                                       | VGU      |
| 21  | Lâm Đồng  | Trường Đại học Đà Lạt                                         | DLU      |
| 22  | Đồng Tháp | Trường Đại học Đồng Tháp                                      | DTU      |
| 23  | An Giang  | Trường Đại học Kiên Giang                                     | KGU      |
| 24  | Khánh Hòa | Trường Đại học Nha Trang                                      | NTU      |
| 25  | Gia Lai   | Trường Đại học Quy Nhơn                                       | QNU      |
| 26  | Hưng Yên  | Trường Đại học Sư phạm Kỹ thuật Hưng Yên                      | HYUTE    |
| 27  | Sơn La    | Trường Đại học Tây Bắc                                        | TBU      |
| 28  | Đắk Lắk   | Trường Đại học Tây Nguyên                                     | TTN      |
| 29  | Nghệ An   | Trường Đại học Vinh                                           | VinhUni  |
| 30  | Nghệ An   | Trường Đại học Sư phạm Kỹ thuật Vinh                          | VUTE     |
| 31  | Ninh Bình | Trường Đại học Sư phạm Kỹ thuật Nam Định                      | NUTE     |
| 32  | Vĩnh Long | Trường Đại học Sư phạm Kỹ thuật Vĩnh Long                     | VLUTE    |

### Bộ Y tế
| STT | Địa điểm  | Tên trường                               | Viết tắt |
| --- | --------- | ---------------------------------------- | -------- |
| 1   | Hà Nội    | Trường Đại học Y Hà Nội                  | HMU      |
| 2   | Hà Nội    | Trường Đại học Dược Hà Nội               | HUP      |
| 3   | Hà Nội    | Trường Đại học Y tế Công cộng            | HUPH     |
| 4   | Hà Nội    | Học viện Y – Dược học cổ truyền Việt Nam | VUTM     |
| 5   | TP.HCM    | Đại học Y Dược Thành phố Hồ Chí Minh     | YDS      |
| 6   | Hải Phòng | Trường Đại học Y Dược Hải Phòng          | HPMU     |
| 7   | Hải Phòng | Trường Đại học Kỹ thuật Y tế Hải Dương   | HMTU     |
| 8   | Hưng Yên  | Trường Đại học Y Dược Thái Bình          | TBUMP    |
| 9   | Cần Thơ   | Trường Đại học Y Dược Cần Thơ            | CTUMP    |
| 10  | Ninh Bình | Trường Đại học Điều dưỡng Nam Định       | NDUN     |
| 11  | Đà Nẵng   | Trường Đại học Kỹ thuật Y Dược Đà Nẵng   | DUMTP    |

### Bộ Văn hóa, Thể thao và Du lịch
| STT | Địa điểm | Tên trường                                               | Viết tắt |
| --- | -------- | -------------------------------------------------------- | -------- |
| 1   | Hà Nội   | Học viện Âm nhạc Quốc gia Việt Nam                       | VNAM     |
| 2   | Hà Nội   | Học viện Múa Việt Nam                                    | VNAD     |
| 3   | Hà Nội   | Trường Đại học Văn hóa Hà Nội                            | HUC      |
| 4   | Hà Nội   | Trường Đại học Mỹ thuật Việt Nam                         | VNUFA    |
| 5   | Hà Nội   | Trường Đại học Sân khấu – Điện ảnh Hà Nội                | SKDA     |
| 6   | TP.HCM   | Nhạc viện Thành phố Hồ Chí Minh                          | HCMCONS  |
| 7   | TP.HCM   | Trường Đại học Sân khấu – Điện ảnh Thành phố Hồ Chí Minh | SKDAHCM  |
| 8   | TP.HCM   | Trường Đại học Mỹ thuật Thành phố Hồ Chí Minh            | HCMUFA   |
| 9   | TP.HCM   | Trường Đại học Thể dục Thể thao Thành phố Hồ Chí Minh    | USH      |
| 10  | TP.HCM   | Trường Đại học Văn hóa Thành phố Hồ Chí Minh             | VHS      |
| 11  | Huế      | Học viện Âm nhạc Huế                                     | HAM      |
| 12  | Bắc Ninh | Trường Đại học Thể dục Thể thao Bắc Ninh                 | UPES1    |
| 13  | Đà Nẵng  | Trường Đại học Thể dục Thể thao Đà Nẵng                  | DSU      |

### Bộ Công Thương
| STT | Địa điểm   | Tên trường                                       | Viết tắt |
| --- | ---------- | ------------------------------------------------ | -------- |
| 1   | Hà Nội     | Trường Đại học Công nghiệp Hà Nội                | HaUI     |
| 2   | Hà Nội     | Trường Đại học Công nghiệp Việt–Hung             | VIU      |
| 3   | Hà Nội     | Trường Đại học Kinh tế – Kỹ thuật Công nghiệp    | UNETI    |
| 4   | Hà Nội     | Trường Đại học Điện lực                          | EPU      |
| 5   | TP.HCM     | Trường Đại học Công nghiệp Thành phố Hồ Chí Minh | IUH      |
| 6   | TP.HCM     | Trường Đại học Công Thương Thành phố Hồ Chí Minh | HUIT     |
| 7   | Quảng Ninh | Trường Đại học Công nghiệp Quảng Ninh            | QUI      |
| 8   | Phú Thọ    | Trường Đại học Công nghiệp Việt Trì              | VUI      |
| 9   | Hải Phòng  | Trường Đại học Sao Đỏ                            | SDU      |

### Bộ Xây dựng
| STT | Địa điểm  | Tên trường                                              | Viết tắt |
| --- | --------- | ------------------------------------------------------- | -------- |
| 1   | Hà Nội    | Trường Đại học Công nghệ Giao thông Vận tải             | UTT      |
| 2   | Hà Nội    | Trường Đại học Kiến trúc Hà Nội                         | HAU      |
| 3   | TP.HCM    | Trường Đại học Kiến trúc Thành phố Hồ Chí Minh          | UAH      |
| 4   | TP.HCM    | Trường Đại học Giao thông vận tải Thành phố Hồ Chí Minh | UTH      |
| 5   | TP.HCM    | Học viện Hàng không Việt Nam                            | VAA      |
| 6   | Hải Phòng | Trường Đại học Hàng hải Việt Nam                        | VMU      |
| 7   | Đắk Lắk   | Trường Đại học Xây dựng Miền Trung                      | MUCE     |
| 8   | Vĩnh Long | Trường Đại học Xây dựng Miền Tây                        | MTU      |

### Bộ Tài chính
| STT | Địa điểm   | Tên trường                                     | Viết tắt |
| --- | ---------- | ---------------------------------------------- | -------- |
| 1   | Hà Nội     | Học viện Tài chính                             | AOF      |
| 2   | Hà Nội     | Học viện Chính sách và Phát triển              | APD      |
| 3   | TP.HCM     | Trường Đại học Tài chính – Marketing           | UFM      |
| 4   | Quảng Ngãi | Trường Đại học Tài chính – Kế toán             | UFA      |
| 5   | Hưng Yên   | Trường Đại học Tài chính – Quản trị kinh doanh | UFBA     |

### Bộ Nông nghiệp và Môi trường
| STT | Địa điểm | Tên trường                                                    | Viết tắt |
| --- | -------- | ------------------------------------------------------------- | -------- |
| 1   | Hà Nội   | Học viện Nông nghiệp Việt Nam                                 | VNUA     |
| 2   | Hà Nội   | Trường Đại học Lâm nghiệp                                     | VNUF     |
| 3   | Hà Nội   | Trường Đại học Thủy lợi                                       | TLU      |
| 4   | Hà Nội   | Trường Đại học Tài nguyên và Môi trường Hà Nội                | HUNRE    |
| 5   | TP.HCM   | Trường Đại học Tài nguyên và Môi trường Thành phố Hồ Chí Minh | HCMUNRE  |
| 6   | Bắc Ninh | Trường Đại học Nông Lâm Bắc Giang                             | BGUAF    |

### Ngân hàng Nhà nước Việt Nam
| STT | Địa điểm | Tên trường                                     | Viết tắt |
| --- | -------- | ---------------------------------------------- | -------- |
| 1   | Hà Nội   | Học viện Ngân hàng                             | BAV      |
| 2   | TP.HCM   | Trường Đại học Ngân hàng Thành phố Hồ Chí Minh | HUB      |

### Tổng Liên đoàn Lao động Việt Nam
| STT | Địa điểm | Tên trường                   | Viết tắt |
| --- | -------- | ---------------------------- | -------- |
| 1   | Hà Nội   | Trường Đại học Công đoàn     | TUU      |
| 2   | TP.HCM   | Trường Đại học Tôn Đức Thắng | TDTU     |

### Viện Hàn lâm Khoa học và Công nghệ
| STT | Địa điểm | Tên trường                                  | Viết tắt |
| --- | -------- | ------------------------------------------- | -------- |
| 1   | Hà Nội   | Học viện Khoa học và Công nghệ              | GUST     |
| 2   | Hà Nội   | Trường Đại học Khoa học và Công nghệ Hà Nội | USTH     |

### Các cơ quan, tổ chức khác
| STT | Địa điểm | Tên trường                                       | Trực thuộc                                                    | Viết tắt |
| --- | -------- | ------------------------------------------------ | ------------------------------------------------------------- | -------- |
| 1   | Hà Nội   | Học viện Chính trị Quốc gia Hồ Chí Minh          | Ban Chấp hành Trung ương Đảng Cộng sản Việt Nam               | HCMA     |
| 2   | Hà Nội   | Học viện Báo chí và Tuyên truyền                 | Học viện Chính trị Quốc gia Hồ Chí Minh                       | AJC      |
| 3   | Hà Nội   | Học viện Hành chính và Quản trị công             | Học viện Chính trị Quốc gia Hồ Chí Minh                       | APAG     |
| 4   | Hà Nội   | Học viện Dân tộc                                 | Bộ Dân tộc và Tôn giáo                                        | VAEM     |
| 5   | Hà Nội   | Học viện Khoa học, Công nghệ và Đổi mới sáng tạo | Bộ Khoa học và Công nghệ                                      | VISTI    |
| 6   | Hà Nội   | Học viện Công nghệ Bưu chính Viễn thông          | Bộ Khoa học và Công nghệ                                      | PTIT     |
| 7   | Hà Nội   | Học viện Ngoại giao                              | Bộ Ngoại giao                                                 | DAV      |
| 8   | Hà Nội   | Trường Đại học Luật Hà Nội                       | Bộ Tư pháp                                                    | HLU      |
| 9   | Hà Nội   | Trường Đại học Lao động – Xã hội                 | Bộ Nội vụ                                                     | ULSA     |
| 10  | Hà Nội   | Trường Đại học Công nghiệp Dệt may Hà Nội        | Tập đoàn Dệt May Việt Nam                                     | HICT     |
| 11  | Hà Nội   | Học viện Tòa án                                  | Tòa án nhân dân tối cao                                       | VCA      |
| 12  | Hà Nội   | Học viện Thanh thiếu niên Việt Nam               | Ban Chấp hành Trung ương Đoàn Thanh niên Cộng sản Hồ Chí Minh | VYA      |
| 13  | Hà Nội   | Học viện Phụ nữ Việt Nam                         | Hội Liên hiệp Phụ nữ Việt Nam                                 | VWA      |
| 14  | Hà Nội   | Học viện Khoa học Xã hội                         | Viện Hàn lâm Khoa học xã hội Việt Nam                         | GASS     |
| 15  | Hà Nội   | Trường Đại học Kiểm sát Hà Nội                   | Viện Kiểm sát nhân dân tối cao                                | HPU      |
| 16  | TP.HCM   | Trường Đại học Dầu khí Việt Nam                  | Tập đoàn Dầu khí Việt Nam                                     | PVU      |

## Trường đại học, học viện trực thuộc tổ chức tôn giáo

### Giáo hội Phật giáo Việt Nam
Giáo hội Phật giáo Việt Nam được phép tổ chức, đào tạo các chương trình ở cấp bậc Đại học, Sau Đại học và Nghiên cứu sinh Tiến sĩ. Các ngành học chủ yếu của hệ thống Học viện là Tôn Giáo học chuyên ngành Phật học, Triết học Chuyên ngành Triết học Phật giáo,... Hệ thống Học viện Phật giáo Việt Nam được quản lý độc lập bởi Giáo hội thông qua Ban Giáo dục Tăng - Ni Trung ương. Giáo hội chủ động xây dựng chương trình đào tạo và quy chế tuyển sinh cho từng Học viện, đồng thời báo cáo với Chính phủ kết quả tuyển sinh, đào tạo định kỳ hàng năm.
| STT | Địa điểm | Tên trường                                            | Viết tắt |
| --- | -------- | ----------------------------------------------------- | -------- |
| 1   | Hà Nội   | Học viện Phật giáo Việt Nam tại Hà Nội                | VBA      |
| 2   | TP.HCM   | Học viện Phật giáo Việt Nam tại Thành phố Hồ Chí Minh | VBU      |
| 3   | Huế      | Học viện Phật giáo Việt Nam tại Huế                   | VBAH     |
| 4   | Cần Thơ  | Học viện Phật giáo Nam tông Khmer                     | —        |

### Các tổ chức tôn giáo khác
| STT | Địa điểm | Tên trường                        | Trực thuộc                             | Viết tắt |
| --- | -------- | --------------------------------- | -------------------------------------- | -------- |
| 1   | Hà Nội   | Trường Thánh kinh Thần học Hà Nội | Hội thánh Tin Lành Việt Nam (miền Bắc) | HBC      |
| 2   | TP.HCM   | Học viện Công giáo Việt Nam       | Hội đồng Giám mục Việt Nam             | CIV      |
| 3   | TP.HCM   | Viện Thánh kinh Thần học          | Hội thánh Tin Lành Việt Nam (miền Nam) | IBT      |
| 4   | TP.HCM   | Trường Kinh thánh Cơ Đốc          | Giáo hội Cơ đốc Phục lâm Việt Nam      | CBC      |
| 5   | Huế      | Đại chủng viện Huế                | Hội đồng Giám mục Việt Nam             | ĐCV Huế  |

## Trường đại học trực thuộc tỉnh, thành phố trực thuộc trung ương
Là các trường đại học công lập đa ngành hoặc chuyên ngành dưới sự quản lý của Ủy ban nhân dân tỉnh hoặc thành phố trực thuộc trung ương. Ở những trường đại học địa phương, một số ngành trọng điểm chỉ tuyển hoặc ưu tiên đối với các thí sinh có hộ khẩu thường trú trong địa bàn đó và một số lân cận.
| STT | UBND        | Tên trường                                            | Viết tắt |
| --- | ----------- | ----------------------------------------------------- | -------- |
| 1   | Hà Nội      | Trường Đại học Thủ đô Hà Nội                          | HNMU     |
| 2   | TP.HCM      | Học viện Cán bộ Thành phố Hồ Chí Minh                 | HCA      |
| 3   | TP.HCM      | Trường Đại học Sài Gòn                                | SGU      |
| 4   | TP.HCM      | Trường Đại học Y khoa Phạm Ngọc Thạch                 | PNTU     |
| 5   | TP.HCM      | Trường Đại học Thủ Dầu Một                            | TDMU     |
| 6   | Hải Phòng   | Trường Đại học Hải Phòng                              | DHHP     |
| 7   | Hải Phòng   | Trường Đại học Hải Dương                              | UHD      |
| 8   | Đà Nẵng     | Trường Đại học Quảng Nam                              | QNamUni  |
| 9   | Cần Thơ     | Trường Đại học Kỹ thuật – Công nghệ Cần Thơ           | CTUT     |
| 10  | Cà Mau      | Trường Đại học Bạc Liêu                               | BLU      |
| 11  | Đồng Nai    | Trường Đại học Đồng Nai                               | DNU      |
| 12  | Hà Tĩnh     | Trường Đại học Hà Tĩnh                                | HTU      |
| 13  | Khánh Hòa   | Trường Đại học Khánh Hòa                              | UKH      |
| 14  | Nghệ An     | Trường Đại học Kinh tế Nghệ An                        | NAUE     |
| 15  | Nghệ An     | Trường Đại học Y khoa Vinh                            | VMU      |
| 16  | Ninh Bình   | Trường Đại học Hoa Lư                                 | HLUV     |
| 17  | Phú Thọ     | Trường Đại học Hùng Vương                             | HVU      |
| 18  | Đắk Lắk     | Trường Đại học Phú Yên                                | PYU      |
| 29  | Quảng Trị   | Trường Đại học Quảng Bình                             | QBU      |
| 20  | Quảng Ngãi  | Trường Đại học Phạm Văn Đồng                          | PDU      |
| 21  | Quảng Ninh  | Trường Đại học Hạ Long                                | UHL      |
| 22  | Hưng Yên    | Trường Đại học Thái Bình                              | TBU      |
| 23  | Thanh Hóa   | Trường Đại học Hồng Đức                               | HDU      |
| 24  | Thanh Hóa   | Trường Đại học Văn hóa, Thể thao và Du lịch Thanh Hóa | TUCST    |
| 25  | Đồng Tháp   | Trường Đại học Tiền Giang                             | TGU      |
| 26  | Vĩnh Long   | Trường Đại học Trà Vinh                               | TVU      |
| 27  | Tuyên Quang | Trường Đại học Tân Trào                               | TTrU     |

## Trường đại học tư thục
Trường đại học tư thục là một doanh nghiệp kinh doanh dịch vụ giáo dục do một tổ chức hoặc cá nhân đứng tên sở hữu và có quyền bán lại cho cá nhân khác. Hội đồng quản trị của trường có quyền quyết định quy mô kinh doanh, chất lượng đào tạo, kế hoạch tuyển sinh, chương trình giảng dạy và nghiên cứu khoa học.
| STT | Trụ sở chính | Tên trường                                                | Viết tắt | Website            |
| --- | ------------ | --------------------------------------------------------- | -------- | ------------------ |
| 1   | Hà Nội       | Trường Đại học CMC                                        | CMCU     |                    |
| 2   | Hà Nội       | Trường Đại học Công nghệ và Quản lý hữu nghị              | UTM      |                    |
| 3   | Hà Nội       | Trường Đại học Đại Nam                                    | DNU      |                    |
| 4   | Hà Nội       | Trường Đại học Đông Đô                                    | HDIU     |                    |
| 5   | Hà Nội       | Trường Đại học FPT                                        | FPTU     |                    |
| 6   | Hà Nội       | Trường Đại học Hòa Bình                                   | HBU      |                    |
| 7   | Hà Nội       | Trường Đại học Kinh doanh và Công nghệ Hà Nội             | HUBT     |                    |
| 8   | Hà Nội       | Trường Đại học Nguyễn Trãi                                | NTU      |                    |
| 9   | Hà Nội       | Trường Đại học Tài chính – Ngân hàng Hà Nội               | FBU      |                    |
| 10  | Hà Nội       | Trường Đại học Thành Đô                                   | TDU      |                    |
| 11  | Hà Nội       | Trường Đại học Thăng Long                                 | TLU      |                    |
| 12  | Hà Nội       | Trường Đại học VinUni                                     | VinUni   |                    |
| 13  | TP.HCM       | Trường Đại học Công nghệ Sài Gòn                          | STU      |                    |
| 14  | TP.HCM       | Trường Đại học Công nghệ Thành phố Hồ Chí Minh            | HUTECH   |                    |
| 15  | TP.HCM       | Trường Đại học Gia Định                                   | GDU      |                    |
| 16  | TP.HCM       | Trường Đại học Hoa Sen                                    | HSU      |                    |
| 17  | TP.HCM       | Trường Đại học Hùng Vương Thành phố Hồ Chí Minh           | DHV      | https://dhv.edu.vn |
| 18  | TP.HCM       | Trường Đại học Kinh tế – Tài chính Thành phố Hồ Chí Minh  | UEF      |                    |
| 19  | TP.HCM       | Trường Đại học Ngoại ngữ – Tin học Thành phố Hồ Chí Minh  | HUFLIT   |                    |
| 20  | TP.HCM       | Trường Đại học Nguyễn Tất Thành                           | NTTU     |                    |
| 21  | TP.HCM       | Trường Đại học Quản lý và Công nghệ Thành phố Hồ Chí Minh | UMT      |                    |
| 22  | TP.HCM       | Trường Đại học Quốc tế Hồng Bàng                          | HIU      |                    |
| 23  | TP.HCM       | Trường Đại học Quốc tế Sài Gòn                            | SIU      |                    |
| 24  | TP.HCM       | Trường Đại học Văn Hiến                                   | VHU      |                    |
| 25  | TP.HCM       | Trường Đại học Văn Lang                                   | VLU      |                    |
| 26  | TP.HCM       | Trường Đại học Bà Rịa – Vũng Tàu                          | BVU      |                    |
| 27  | TP.HCM       | Trường Đại học Bình Dương                                 |          |                    |
| 28  | TP.HCM       | Trường Đại học Kinh tế – Kỹ thuật Bình Dương              |          |                    |
| 29  | TP.HCM       | Trường Đại học Quốc tế Miền Đông                          |          |                    |
| 30  | Bắc Ninh     | Trường Đại học Công nghệ Đông Á                           | EAUT     |                    |
| 31  | Bắc Ninh     | Trường Đại học Kinh Bắc                                   | UKB      |                    |
| 32  | Bắc Ninh     | Trường Đại học Quốc tế Bắc Hà                             | BHIU     |                    |
| 33  | Gia Lai      | Trường Đại học Quang Trung                                |          |                    |
| 34  | Lâm Đồng     | Trường Đại học Phan Thiết                                 |          |                    |
| 35  | Cần Thơ      | Trường Đại học Nam Cần Thơ                                |          |                    |
| 36  | Cần Thơ      | Trường Đại học Tây Đô                                     |          |                    |
| 37  | Cần Thơ      | Trường Đại học Võ Trường Toản                             |          |                    |
| 38  | Đà Nẵng      | Trường Đại học Đông Á                                     |          |                    |
| 39  | Đà Nẵng      | Trường Đại học Kiến trúc Đà Nẵng                          |          |                    |
| 40  | Đà Nẵng      | Trường Đại học Phan Châu Trinh                            |          |                    |
| 41  | Đắk Lắk      | Trường Đại học Y Dược Buôn Ma Thuột                       |          |                    |
| 42  | Đồng Nai     | Trường Đại học Công nghệ Đồng Nai                         |          |                    |
| 43  | Đồng Nai     | Trường Đại học Công nghệ Miền Đông                        |          |                    |
| 44  | Đồng Nai     | Trường Đại học Lạc Hồng                                   |          |                    |
| 45  | Ninh Bình    | Trường Đại học Hà Hoa Tiên                                |          |                    |
| 46  | Ninh Bình    | Trường Đại học Lương Thế Vinh                             |          |                    |
| 47  | Hải Phòng    | Trường Đại học Thành Đông                                 |          |                    |
| 48  | Hưng Yên     | Trường Đại học Chu Văn An                                 |          |                    |
| 49  | Khánh Hòa    | Trường Đại học Thái Bình Dương                            |          |                    |
| 50  | Lâm Đồng     | Trường Đại học Yersin Đà Lạt                              |          |                    |
| 51  | Tây Ninh     | Trường Đại học Kinh tế Công nghiệp Long An                |          |                    |
| 52  | Tây Ninh     | Trường Đại học Tân Tạo                                    |          |                    |
| 53  | Nghệ An      | Trường Đại học Công nghệ Vạn Xuân                         |          |                    |
| 54  | Nghệ An      | Trường Đại học Công nghiệp Vinh                           |          |                    |
| 56  | Thái Nguyên  | Trường Đại học Kinh tế – Công nghệ Thái Nguyên            |          |                    |
| 57  | Huế          | Trường Đại học Phú Xuân                                   |          |                    |
| 58  | Vĩnh Long    | Trường Đại học Cửu Long                                   |          |                    |
| 59  | Phú Thọ      | Trường Đại học Trưng Vương                                |          |                    |
| 60  | Hải Phòng    | Trường Đại học Quản lý và Công nghệ Hải Phòng             | HPU      |                    |

## Trường đại học, cao đẳng và học viện quân sự, công an

### Quân sự
Hiện nay ở Việt Nam có tất cả 29 trường đại học, cao đẳng quân sự đào tạo sĩ quan cho tất cả các ngành, cơ quan, đơn vị trong cơ quan Bộ Quốc phòng Việt Nam. Trong đó có 26 trường tuyển học sinh phổ thông và hạ sĩ quan, binh sĩ. Học viện Quốc phòng ở Hà Nội chỉ tuyển sinh các sĩ quan đã tốt nghiệp các trường, học viện quân sự cấp trung. Học viện Lục quân chỉ tuyển sinh các sĩ quan đã tốt nghiệp các trường Đại học, Học viện Trần Quốc Tuấn, Nguyễn Huệ, tăng – thiết giáp, công binh, pháo binh, phòng hóa, thông tin – liên lạc, kỹ thuật, khoa học, phòng không, biên phòng, hải quân, không quân, đặc công. Học viện Chính trị tuyển sinh các sĩ quan đã tốt nghiệp Trường Đại học Sĩ quan Chính trị hoặc sĩ quan đã tốt nghiệp các trường Học viện, trường Đại học Sĩ quan khác trong quân đội.
Các trường quân sự do Bộ Quốc phòng phối hợp với Bộ Giáo dục và Đào tạo quản lý, chỉ đạo về mặt nội dung chương trình đào tạo. Sinh viên muốn dự thi vào các trường này cần phải đạt các tiêu chuẩn về sức khoẻ, lý lịch. Ngoài ra, một số học viện, trường cao đẳng có đào tạo hệ dân sự, phục vụ quá trình phát triển của đất nước, các sinh viên hệ dân sự phải đóng tiền học và không phải đạt các tiêu chuẩn về sức khoẻ, chính trị. 
| STT | Địa điểm  | Tên trường                                                                               |
| --- | --------- | ---------------------------------------------------------------------------------------- |
| 1   | Hà Nội    | Học viện Biên phòng                                                                      |
| 2   | Hà Nội    | Học viện Chính trị Quân đội Nhân dân Việt Nam                                            |
| 3   | Hà Nội    | Học viện Hậu cần                                                                         |
| 4   | Hà Nội    | Học viện Khoa học Quân sự                                                                |
| 5   | Hà Nội    | Học viện Kỹ thuật Mật mã                                                                 |
| 6   | Hà Nội    | Học viện Kỹ thuật Quân sự                                                                |
| 7   | Hà Nội    | Học viện Phòng không – Không quân                                                        |
| 8   | Hà Nội    | Học viện Quân y                                                                          |
| 9   | Hà Nội    | Học viện Quốc phòng                                                                      |
| 10  | Hà Nội    | Trường Đại học Sĩ quan Chính trị                                                         |
| 11  | Hà Nội    | Trường Đại học Trần Quốc Tuấn / Trường Đại học Sĩ quan Lục quân 1                        |
| 12  | Hà Nội    | Trường Đại học Sĩ quan Thông tin liên lạc                                                |
| 13  | Hà Nội    | Trường Đại học Sĩ quan Pháo binh                                                         |
| 14  | Hà Nội    | Trường Đại học Sĩ quan Phòng hóa                                                         |
| 15  | Hà Nội    | Trường Đại học Sĩ quan Đặc công                                                          |
| 16  | Hà Nội    | Trường Đại học Văn hoá Nghệ thuật Quân đội                                               |
| 17  | Hà Nội    | Trường Cao đẳng Công nghiệp Quốc phòng                                                   |
| 18  | Hà Nội    | Trường Cao đẳng Công nghệ và Kỹ thuật Ô tô                                               |
| 19  | Hà Nội    | Trường Cao đẳng Quân y 1                                                                 |
| 20  | Phú Thọ   | Trường Đại học Sĩ quan Tăng – Thiết giáp                                                 |
| 21  | Đồng Nai  | Trường Đại học Nguyễn Huệ / Trường Đại học Sĩ quan Lục quân 2                            |
| 22  | Lâm Đồng  | Học viện Lục quân                                                                        |
| 23  | Khánh Hòa | Học viện Hải quân                                                                        |
| 24  | Khánh Hòa | Trường Sĩ quan Không quân                                                                |
| 25  | TP.HCM    | Trường Đại học Ngô Quyền / Trường Đại học Sĩ quan Công Binh                              |
| 26  | TP.HCM    | Trường Đại học Trần Đại Nghĩa / Trường Đại học Sĩ quan Kỹ thuật Quân sự Vin - hem - pích |
| 27  | TP.HCM    | Trường Cao đẳng Quân y 2                                                                 |
| 28  | TP.HCM    | Trường Cao đẳng Kỹ thuật Hải quân                                                        |

### Công an
Các trường công an đào tạo sĩ quan công an. Các trường này cũng mang tính chất đào tạo đặc thù riêng để phù hợp với ngành Công an. Các trường công an do Bộ Công an quản lý. Muốn được theo học tại các trường công an, thí sinh cũng phải đạt được những tiêu chuẩn về thể chất, chính trị và lý lịch. Hiện nay, một vài trường đã đào tạo hệ dân sự.
| STT | Địa điểm | Tên trường                                           |
| --- | -------- | ---------------------------------------------------- |
| 1   | Hà Nội   | Học viện An ninh nhân dân                            |
| 2   | Hà Nội   | Học viện Cảnh sát nhân dân                           |
| 3   | Hà Nội   | Học viện Chính trị - Công an Nhân dân                |
| 4   | Hà Nội   | Học viện Quốc tế                                     |
| 5   | Hà Nội   | Trường Đại học Phòng cháy chữa cháy                  |
| 6   | Bắc Ninh | Trường Đại học Kỹ thuật – Hậu cần - Công an Nhân dân |
| 7   | TP.HCM   | Trường Đại học An ninh nhân dân                      |
| 8   | TP.HCM   | Trường Đại học Cảnh sát nhân dân                     |

## Trường đại học nước ngoài
Các trường đại học trong danh sách này là các trường đại học vốn đầu tư nước ngoài hoặc cơ sở Việt Nam của các đại học có trụ sở ở nước ngoài. Khác với một số trường đại học quốc tế được thành lập dựa trên thoả thuận song phương giữa Chính phủ Việt Nam và Chính phủ nước sở tại (ví dụ: Trường Đại học Việt Đức, Trường Đại học Việt Nhật,...) với văn bằng nằm trong hệ thống giáo dục đại học quốc gia, các cơ sở giáo dục trong danh sách này là chi nhánh tại Việt Nam của các trường/viện đại học nước ngoài, hoặc là cơ sở giáo dục được đầu tư hoàn toàn bởi nguồn vốn nước ngoài theo hình thức FDI. Các văn bằng, chứng chỉ được cấp bởi các cơ sở giáo dục này không được xem là thuộc hệ thống văn bằng giáo dục đại học quốc gia, và cần thực hiện hợp pháp hóa văn bằng tại Cục Quản lý Chất lượng (Bộ Giáo dục) để được sử dụng tại các cơ sở sự nghiệp công lập Việt Nam. 
| STT | Đại học                                                             | Quốc gia | Thể loại |
| --- | ------------------------------------------------------------------- | -------- | --- |
| 1   | Trường Đại học Quốc tế RMIT Việt Nam                                | Úc       | Cơ sở độc lập của Đại học RMIT tại Việt Nam |
| 2   | Trường Đại học Fulbright Việt Nam                                   | Hoa Kỳ   | Trường Đại học phi lợi nhuận quản lý bởi Chính phủ Liên bang Hoa Kỳ |
| 3   | Trường Đại học Mỹ tại Việt Nam (The American University in Vietnam) | Hoa Kỳ   | Trường Đại học với vốn đầu tư nước ngoài, cung cấp chương trình giáo dục liên kết với các Đại học tại Hoa Kỳ theo mô hình 2+2 hoặc 3+1. Sinh viên học tại Việt Nam, chuyển tiếp sang Hoa Kỳ và nhận bằng cấp bởi trường đối tác                                                      |
| 4   | Trường Đại học Y khoa Tokyo Việt Nam                                | Nhật Bản | Trường Đại học với vốn đầu tư nước ngoài, cung cấp chương trình chất lượng Nhật Bản |
| 5   | Trường Đại học Anh Quốc tại Việt Nam (British University Vietnam)   | Anh Quốc | Trường Đại học với vốn đầu tư nước ngoài, cung cấp chương trình giáo dục liên kết theo mô hình 2+2 hoặc 3+1 với 4 cơ sở giáo dục đại học tại Anh Quốc bao gồm: Đại học London, Đại học Staffordshire, Đại học Stirling, Đại học Arts University Bournemouth, và Đại học Bournemouth. |
| 6   | Trường Đại học Greenwich - FPT Việt Nam                             | Anh Quốc | Cơ sở Việt Nam của Đại học Greenwich, được quản lý bởi tổ chức giáo dục FPT |
| 7   | Trường Đại học Công nghệ Swinburne - FPT Việt Nam                   | Úc       | Cơ sở Việt Nam của Đại học Công nghệ Swinburne, được quản lý bởi tổ chức giáo dục FPT |

## Trường dự bị đại học
Dự bị đại học, dự bị đại học dân tộc là loại hình trường chuyên biệt thuộc hệ thống các trường đại học, cao đẳng được thành lập dành riêng cho học sinh người dân tộc thiểu số ở cấp vùng cao, cấp vùng xa xôi hẻo lánh có đủ trình độ vào học tại các trường đại học, cao đẳng trong cả nước. Nó cũng làm nhiệm vụ đào tạo, tạo nguồn cán bộ quản lý, cán bộ khoa học người dân tộc thiểu số.
Phó Thủ tướng Vũ Đức Đam đã ký Quyết định số 1127/QĐ–TTg ngày 26/9/2022 của Thủ tướng Chính phủ chuyển 4 trường Dự bị Đại học và một trường Phổ thông vùng cao từ trực thuộc Bộ Giáo dục và Đào tạo về trực thuộc Ủy ban Dân tộc.
| STT | Tên trường                                        | Trụ sở    |
| --- | ------------------------------------------------- | --------- |
| 1   | Trường Dự bị Đại học Thành phố Hồ Chí Minh        | TP.HCM    |
| 2   | Trường Dự bị Đại học Dân tộc Trung ương Nha Trang | Khánh Hòa |
| 3   | Trường Dự bị Đại học Dân tộc Sầm Sơn              | Thanh Hóa |
| 4   | Trường Dự bị Đại học Dân tộc Trung ương           | Phú Thọ   |

## Trường cao đẳng
Trường Cao đẳng nghề hay Cao đẳng chuyên nghiệp được gọi chung là trường Cao đẳng, do Bộ Lao động – Thương binh và Xã hội cùng với sự tham mưu trực tiếp là Tổng cục Giáo dục nghề nghiệp ra quyết định thành lập và quản lý nhà nước về chương trình, chất lượng đào tạo, cấp bằng. Bộ Giáo dục và Đào tạo đã cho phép sinh viên tốt nghiệp trường cao đẳng nghề được liên thông lên đại học chính quy. Hệ số lương khởi điểm của sinh viên tốt nghiệp cao đẳng nghề khi làm việc trong khối hành chính sự nghiệp, doanh nghiệp có vốn nhà nước (Công ty cổ phần) được xếp ngang bằng với bậc cao đẳng chuyên nghiệp hoặc cao hơn 1 bậc đối với một số chức danh chuyên môn nghiệp vụ.

### Trường cao đẳng sư phạm, Trường cao đẳng đào tạo ngành Giáo dục mầm non

#### Công lập
| STT | Tên trường                                               | Trụ sở            |
| --- | -------------------------------------------------------- | ----------------- |
| 1   | Trường Cao đẳng Sư phạm Bà Rịa – Vũng Tàu                | Bà Rịa – Vũng Tàu |
| 2   | Trường Cao đẳng Sư phạm Bắc Ninh                         | Bắc Ninh          |
| 3   | Trường Cao đẳng Sư phạm Cao Bằng                         | Cao Bằng          |
| 4   | Trường Cao đẳng Sư phạm Đắk Lắk                          | Đắk Lắk           |
| 5   | Trường Cao đẳng Sư phạm Điện Biên                        | Điện Biên         |
| 6   | Trường Cao đẳng Sư phạm Gia Lai                          | Gia Lai           |
| 7   | Trường Cao đẳng Sư phạm Hòa Bình                         | Hòa Bình          |
| 8   | Trường Cao đẳng Sư phạm Kiên Giang                       | Kiên Giang        |
| 9   | Trường Cao đẳng Sư phạm Lạng Sơn                         | Lạng Sơn          |
| 10  | Trường Cao đẳng Sư phạm Long An                          | Long An           |
| 11  | Trường Cao đẳng Sư phạm Nam Định                         | Nam Định          |
| 12  | Trường Cao đẳng Sư phạm Quảng Trị                        | Quảng Trị         |
| 13  | Trường Cao đẳng Sư phạm Tây Ninh                         | Tây Ninh          |
| 14  | Trường Cao đẳng Sư phạm Thái Bình                        | Thái Bình         |
| 15  | Trường Cao đẳng Sư phạm Thừa Thiên Huế                   | Huế               |
| 16  | Trường Cao đẳng Sư phạm Trung ương                       | Hà Nội            |
| 17  | Trường Cao đẳng Sư phạm Trung ương Nha Trang             | Khánh Hòa         |
| 18  | Trường Cao đẳng Sư phạm Trung ương Thành phố Hồ Chí Minh | TP. Hồ Chí Minh   |
| 19  | Trường Cao đẳng Thái Nguyên                              | Thái Nguyên       |
| 20  | Trường Cao đẳng Yên Bái                                  | Yên Bái           |
| 21  | Trường Cao đẳng Bắc Kạn                                  | Bắc Kạn           |
| 22  | Trường Cao đẳng Bến Tre                                  | Bến Tre           |
| 23  | Trường Cao đẳng Bình Định                                | Bình Định         |
| 24  | Trường Cao đẳng Bình Phước                               | Bình Phước        |
| 25  | Trường Cao đẳng Cần Thơ                                  | Cần Thơ           |
| 26  | Trường Cao đẳng Cộng đồng Cà Mau                         | Cà Mau            |
| 27  | Trường Cao đẳng Cộng đồng Hà Nội                         | Hà Nội            |
| 28  | Trường Cao đẳng Cộng đồng Hậu Giang                      | Hậu Giang         |
| 29  | Trường Cao đẳng Cộng đồng Hưng Yên                       | Hưng Yên          |
| 30  | Trường Cao đẳng Cộng đồng Lai Châu                       | Lai Châu          |
| 32  | Trường Cao đẳng Cộng đồng Sóc Trăng                      | Sóc Trăng         |
| 33  | Trường Cao đẳng Đà Lạt                                   | Lâm Đồng          |
| 34  | Trường Cao đẳng Ngô Gia Tự Bắc Giang                     | Bắc Giang         |
| 35  | Trường Cao đẳng Sơn La                                   | Sơn La            |
| 36  | Trường Cao đẳng Vĩnh Long                                | Vĩnh Long         |
| 37  | Trường Cao đẳng Vĩnh Phúc                                | Vĩnh Phúc         |

#### Ngoài công lập
| STT | Tên trường                       | Trụ sở          |
| --- | -------------------------------- | --------------- |
| 1   | Trường Cao đẳng Đại Việt Sài Gòn | TP. Hồ Chí Minh |

### Trường cao đẳng y tế
| STT | Tên trường                          | Trụ sở         | Trang web                                                                          |
| --- | ----------------------------------- | -------------- | ---------------------------------------------------------------------------------- |
| 1   | Trường Cao đẳng Y tế Điện Biên      | Điện Biên      |                                                                                    |
| 2   | Trường Cao đẳng Y tế Lạng Sơn       | Lạng Sơn       |                                                                                    |
| 3   | Trường Cao đẳng Y tế Phú Thọ        | Phú Thọ        |                                                                                    |
| 4   | Trường Cao đẳng Y tế Quảng Ninh     | Quảng Ninh     |                                                                                    |
| 5   | Trường Cao đẳng Y tế Sơn La         | Sơn La         |                                                                                    |
| 6   | Trường Cao đẳng Y tế Thái Nguyên    | Thái Nguyên    |                                                                                    |
| 7   | Trường Cao đẳng Y tế Bắc Ninh       |                |                                                                                    |
| 8   | Trường Cao đẳng Y tế Bạch Mai       |                |                                                                                    |
| 9   | Trường Cao đẳng Y tế Đắk Lắk        | Đắk Lắk        | https://www.dmc.edu.vn/                                                            |
| 10  | Trường Cao đẳng Y tế Đặng Văn Ngữ   |                |                                                                                    |
| 11  | Trường Cao đẳng Y tế Hà Đông        |                |                                                                                    |
| 12  | Trường Cao đẳng Y tế Hà Nam         |                |                                                                                    |
| 13  | Trường Cao đẳng Y tế Hà Nội         |                |                                                                                    |
| 14  | Trường Cao đẳng Y tế Hải Phòng      |                |                                                                                    |
| 15  | Trường Cao đẳng Y tế Hưng Yên       |                |                                                                                    |
| 16  | Trường Cao đẳng Y tế Lâm Đồng       | Lâm Đồng       | https://www.cdytld.edu.vn/                                                         |
| 17  | Trường Cao đẳng Y tế Ninh Bình      | Ninh Bình      | http://cdyteninhbinh.edu.vn/ Lưu trữ ngày 14 tháng 10 năm 2023 tại Wayback Machine |
| 18  | Trường Cao đẳng Y tế Thái Bình      | Thái Bình      | http://caodangytb.edu.vn/                                                          |
| 19  | Trường Cao đẳng Y – Dược Hợp Lực    | Thanh Hóa      | https://cdyduochopluc.edu.vn/                                                      |
| 20  | Trường Cao đẳng Y tế Hà Tĩnh        | Hà Tĩnh        |                                                                                    |
| 21  | Trường Cao đẳng Y tế Quảng Trị      | Quảng Trị      |                                                                                    |
| 22  | Trường Cao đẳng Y tế Huế            | Thừa Thiên Huế | http://cdythue.edu.vn/ Lưu trữ ngày 14 tháng 10 năm 2023 tại Wayback Machine       |
| 23  | Trường Cao đẳng Y tế Quảng Bình     | Quảng Bình     | https://ytequangbinh.edu.vn/                                                       |
| 24  | Trường Cao đẳng Y tế Thanh Hóa      | Thanh Hóa      | http://cyt.edu.vn/                                                                 |
| 25  | Trường Cao đẳng Y tế Bình Định      | Bình Định      |                                                                                    |
| 26  | Trường Cao đẳng Y tế Đặng Thùy Trâm | Quảng Ngãi     | https://dtt.edu.vn/ Lưu trữ ngày 30 tháng 1 năm 2023 tại Wayback Machine           |
| 27  | Trường Cao đẳng Y tế Khánh Hòa      | Khánh Hòa      |                                                                                    |
| 28  | Trường Cao đẳng Y tế Phú Yên        | Phú Yên        |                                                                                    |
| 29  | Trường Cao đẳng Y tế Quảng Nam      | Quảng Nam      | https://cdytqn.edu.vn/                                                             |
| 30  | Trường Cao đẳng Y tế Bình Dương     | Bình Dương     | http://cdytbinhduong.edu.vn/                                                       |
| 31  | Trường Cao đẳng Y tế Đồng Nai       | Đồng Nai       | http://www.cyd.edu.vn/                                                             |
| 32  | Trường Cao đẳng Y tế Bạc Liêu       | Bạc Liêu       | http://cdytbaclieu.edu.vn/                                                         |
| 33  | Trường Cao đẳng Y tế Cà Mau         | Cà Mau         |                                                                                    |
| 34  | Trường Cao đẳng Y tế Cần Thơ        | Cần Thơ        |                                                                                    |
| 35  | Trường Cao đẳng Y tế Đồng Tháp      | Đồng Tháp      | https://cdytdt.edu.vn/                                                             |
| 36  | Trường Cao đẳng Y tế Kiên Giang     | Kiên Giang     | https://kgmc.edu.vn/                                                               |
| 37  | Trường Cao đẳng Y tế Tiền Giang     | Tiền Giang     | http://caodangytetg.edu.vn/ Lưu trữ ngày 14 tháng 10 năm 2023 tại Wayback Machine  |
| 38  | Trường Cao đẳng Y tế Trà Vinh       | Trà Vinh       | http://www.tvmc.edu.vn/                                                            |

### Trường cao đẳng chuyên nghiệp khác
| STT | Tên trường                                                 | Trụ sở            | Trang web                                                                                 |
| --- | ---------------------------------------------------------- | ----------------- | ----------------------------------------------------------------------------------------- |
| 1   | Trường Cao đẳng Cơ khí – Luyện kim                         | Thái Nguyên       |                                                                                           |
| 2   | Trường Cao đẳng Công nghệ và Kinh tế Công nghiệp           | Thái Nguyên       | http://ietc.edu.vn/                                                                       |
| 3   | Trường Cao đẳng Công nghiệp Thái Nguyên                    | Thái Nguyên       | https://www.cdcntn.edu.vn/                                                                |
| 4   | Trường Cao đẳng Công nghiệp Thực phẩm                      | Phú Thọ           | https://fic.edu.vn/                                                                       |
| 5   | Trường Cao đẳng Công nghiệp và Xây dựng                    | Quảng Ninh        | http://cic.edu.vn/                                                                        |
| 6   | Trường Cao đẳng Công nghiệp Việt Đức                       | Thái Nguyên       |                                                                                           |
| 7   | Trường Cao đẳng Kinh tế – Tài chính Thái Nguyên            | Thái Nguyên       |                                                                                           |
| 8   | Trường Cao đẳng Kinh tế Kỹ thuật Điện Biên                 | Điện Biên         |                                                                                           |
| 9   | Trường Cao đẳng Kinh tế Kỹ thuật Phú Thọ                   | Phú Thọ           |                                                                                           |
| 10  | Trường Cao đẳng Kỹ thuật Công nghiệp                       | Bắc Giang         |                                                                                           |
| 11  | Trường Cao đẳng Nông Lâm Đông Bắc                          | Quảng Ninh        |                                                                                           |
| 12  | Trường Cao đẳng Thương mại và Du lịch Thái Nguyên          | Thái Nguyên       |                                                                                           |
| 13  | Trường Cao đẳng Văn hóa Nghệ thuật và Du lịch Hạ Long      | Quảng Ninh        |                                                                                           |
| 14  | Trường Cao đẳng Văn hóa Nghệ thuật Tây Bắc                 | Hòa Bình          |                                                                                           |
| 15  | Trường Cao đẳng Văn hóa Nghệ thuật Việt Bắc                | Thái Nguyên       |                                                                                           |
| 16  | Trường Cao đẳng Cộng đồng Hà Tây                           | Hà Nội            |                                                                                           |
| 17  | Trường Cao đẳng Cộng đồng Hải Phòng                        | Hải Phòng         |                                                                                           |
| 18  | Trường Cao đẳng Công nghệ và Kinh tế Hà Nội                | Hà Nội            |                                                                                           |
| 19  | Trường Cao đẳng Công nghệ Viettronics                      | Hải Phòng         |                                                                                           |
| 20  | Trường Cao đẳng Công nghiệp Hưng Yên                       | Hưng Yên          |                                                                                           |
| 21  | Trường Cao đẳng Công nghiệp Nam Định                       | Nam Định          |                                                                                           |
| 22  | Trường Cao đẳng Công nghiệp và Thương mại                  | Vĩnh Phúc         |                                                                                           |
| 23  | Trường Cao đẳng Điện tử – Điện lạnh Hà Nội                 | Hà Nội            |                                                                                           |
| 24  | Trường Cao đẳng Du lịch Hà Nội                             | Hà Nội            |                                                                                           |
| 25  | Trường Cao đẳng Dược Trung ương Hải Dương                  | Hải Dương         |                                                                                           |
| 26  | Trường Cao đẳng Hàng hải I                                 | Hải Phòng         |                                                                                           |
| 27  | Trường Cao đẳng Kinh tế – Kỹ thuật Thương mại              | Hà Nội            |                                                                                           |
| 28  | Trường Cao đẳng Kinh tế – Kỹ thuật Trung ương              | Hà Nội            | https://netc-vca.edu.vn/                                                                  |
| 29  | Trường Cao đẳng Kinh tế – Kỹ thuật Vĩnh Phúc               | Vĩnh Phúc         | http://vtec.edu.vn/                                                                       |
| 30  | Trường Cao đẳng Kinh tế Công nghiệp Hà Nội                 | Hà Nội            | https://hiec.edu.vn/                                                                      |
| 31  | Trường Cao đẳng Kinh tế và Công nghệ thực phẩm             | Hải Phòng         | https://www.cdktcntp.edu.vn/                                                              |
| 32  | Trường Cao đẳng Kinh tế, Kỹ thuật và Thủy sản              | Bắc Ninh          | http://www.ftec.edu.vn/                                                                   |
| 33  | Trường Cao đẳng Múa Việt Nam                               | Hà Nội            | https://cdmuavn.edu.vn/                                                                   |
| 34  | Trường Cao đẳng Nghệ thuật Hà Nội                          | Hà Nội            |                                                                                           |
| 35  | Trường Cao đẳng Nông nghiệp và Phát triển nông thôn Bắc Bộ | Hà Nội            | http://vcard.edu.vn/                                                                      |
| 36  | Trường Cao đẳng Phát thanh - Truyền hình I                 | Hà Nam            | https://edu.vov.vn/                                                                       |
| 37  | Trường Cao đẳng Thống kê                                   | Bắc Ninh          | http://cos.edu.vn/ Lưu trữ ngày 29 tháng 9 năm 2023 tại Wayback Machine                   |
| 38  | Trường Cao đẳng Thông tin và Truyền thông                  | Hà Nội            | https://www.cdcnin.edu.vn/                                                                |
| 39  | Trường Cao đẳng Thương mại và Du lịch Hà Nội               | Hà Nội            | https://hcct.edu.vn/                                                                      |
| 40  | Trường Cao đẳng Thủy lợi Bắc Bộ                            | Hà Nam            | http://www.caodangthuyloibacbo.edu.vn/                                                    |
| 41  | Trường Cao đẳng Truyền hình                                | Hà Nội            | https://vtvcollege.vtv.vn/                                                                |
| 42  | Trường Cao đẳng Văn hóa Nghệ thuật Thái Bình               | Thái Bình         | http://cdvhntthaibinh.edu.vn/                                                             |
| 43  | Trường Cao đẳng Văn hóa Nghệ thuật và Du lịch Nam Định     | Nam Định          | http://cdvhntdlnd.edu.vn/                                                                 |
| 44  | Trường Cao đẳng Vĩnh Phúc                                  | Vĩnh Phúc         | http://caodangvinhphuc.edu.vn/                                                            |
| 45  | Trường Cao đẳng Xây dựng công trình đô thị                 | Hà Nội            | http://www.cuwc.edu.vn/                                                                   |
| 46  | Trường Cao đẳng Xây dựng Nam Định                          | Nam Định          | http://www.cdxdnd.edu.vn/default.aspx Lưu trữ ngày 3 tháng 2 năm 2023 tại Wayback Machine |
| 47  | Trường Cao đẳng Xây dựng số 1                              | Hà Nội            | http://www.ctc1.edu.vn/                                                                   |
| 48  | Trường Cao đẳng Công nghiệp Huế                            | Thừa Thiên Huế    | http://www.hueic.edu.vn/                                                                  |
| 49  | Trường Cao đẳng Giao thông Huế                             | Thừa Thiên Huế    | http://cdgthue.edu.vn/ Lưu trữ ngày 14 tháng 12 năm 2020 tại Wayback Machine              |
| 50  | Trường Cao đẳng Giao thông vận tải Trung ương IV           | Nghệ An           | http://cdgtvttw4.edu.vn/                                                                  |
| 51  | Trường Cao đẳng Luật miền Trung                            | Quảng Bình        | https://caodangluatmientrung.edu.vn/                                                      |
| 52  | Trường Cao đẳng Kinh tế Kỹ thuật Công thương               | Thanh Hóa         | http://cdktktct.edu.vn/                                                                   |
| 53  | Trường Cao đẳng Kỹ thuật Công – Nông nghiệp Quảng Bình     | Quảng Bình        | http://ktcnnqb.edu.vn/                                                                    |
| 54  | Trường Cao đẳng Nông nghiệp Thanh Hóa                      | Thanh Hóa         | http://caodangnongnghiepth.edu.vn/                                                        |
| 55  | Trường Cao đẳng Nguyễn Du                                  | Hà Tĩnh           |                                                                                           |
| 56  | Trường Cao đẳng Thể dục Thể thao Thanh Hóa                 | Thanh Hóa         |                                                                                           |
| 57  | Trường Cao đẳng Văn hóa Nghệ thuật Nghệ An                 | Nghệ An           | https://www.vhna.edu.vn/                                                                  |
| 58  | Trường Cao đẳng Bình Thuận                                 | Bình Thuận        | https://tcdbt.edu.vn/                                                                     |
| 59  | Trường Cao đẳng Công nghệ, Kinh tế và Thủy lợi miền Trung  | Quảng Nam         | https://ckt.edu.vn/                                                                       |
| 60  | Trường Cao đẳng Công thương Miền Trung                     | Phú Yên           | https://mitc.edu.vn/                                                                      |
| 61  | Trường Cao đẳng Điện lực miền Trung                        | Quảng Nam         | https://cdmt.vn/                                                                          |
| 62  | Trường Cao đẳng Giao thông vận tải Trung ương V            | Đà Nẵng           | http://www.caodanggtvttw5.edu.vn/                                                         |
| 63  | Trường Cao đẳng Kinh tế – Kế hoạch Đà Nẵng                 | Đà Nẵng           | https://cep.edu.vn/                                                                       |
| 64  | Trường Cao đẳng Kỹ thuật Công nghệ Quy Nhơn                | Bình Định         | http://cdktcnqn.edu.vn/                                                                   |
| 65  | Trường Cao đẳng Lương thực - Thực phẩm                     | Đà Nẵng           | http://cfi.edu.vn/                                                                        |
| 66  | Trường Cao đẳng Quảng Nam                                  | Quảng Nam         | https://cdqn.edu.vn/                                                                      |
| 67  | Trường Cao đẳng Thương mại                                 | Đà Nẵng           | https://cdtm.edu.vn/                                                                      |
| 68  | Trường Cao đẳng Văn hóa – Nghệ thuật Đà Nẵng               | Đà Nẵng           | http://www.vhntdng.vn Lưu trữ ngày 19 tháng 5 năm 2021 tại Wayback Machine                |
| 69  | Trường Cao đẳng Cộng đồng Đắk Nông                         | Đắk Nông          | https://dncc.edu.vn/                                                                      |
| 70  | Trường Cao đẳng Công nghệ và Kinh tế Bảo Lộc               | Lâm Đồng          | http://www.blc.edu.vn/                                                                    |
| 71  | Trường Cao đẳng Văn hóa Nghệ thuật Đắk Lắk                 | Đắk Lắk           | https://vhntdaklak.edu.vn/                                                                |
| 72  | Trường Cao đẳng Kon Tum                                    | Kon Tum           | https://ktcc.edu.vn/                                                                      |
| 73  | Trường Cao đẳng Bình Phước                                 | Bình Phước        | https://cdbp.edu.vn/                                                                      |
| 74  | Trường Cao đẳng Bách khoa Nam Sài Gòn                      | TP. Hồ Chí Minh   | https://namsaigon.edu.vn/                                                                 |
| 75  | Trường Cao đẳng Công nghệ Thủ Đức                          | TP. Hồ Chí Minh   | https://tdc.edu.vn/                                                                       |
| 76  | Trường Cao đẳng Công nghiệp Cao su                         | Bình Phước        | http://ric.edu.vn/                                                                        |
| 77  | Trường Cao đẳng Công Thương Thành phố Hồ Chí Minh          | TP. Hồ Chí Minh   | https://hitu.edu.vn/                                                                      |
| 78  | Trường Cao đẳng Điện lực Thành phố Hồ Chí Minh             | TP. Hồ Chí Minh   | https://www.hepc.edu.vn/                                                                  |
| 79  | Trường Cao đẳng Giao thông vận tải Thành phố Hồ Chí Minh   | TP. Hồ Chí Minh   | https://www.hcmct.edu.vn/                                                                 |
| 80  | Trường Cao đẳng Giao thông vận tải Trung ương III          | TP. Hồ Chí Minh   | https://cvct3.edu.vn/                                                                     |
| 81  | Trường Cao đẳng Giao thông vận tải Trung ương VI           | TP. Hồ Chí Minh   | http://www.hcmct3.edu.vn/                                                                 |
| 82  | Trường Cao đẳng Kinh tế – Công nghệ Thành phố Hồ Chí Minh  | TP. Hồ Chí Minh   | http://www.hiast.edu.vn/                                                                  |
| 83  | Trường Cao đẳng Kinh tế Đối ngoại                          | TP. Hồ Chí Minh   | https://www.cofer.edu.vn/                                                                 |
| 84  | Trường Cao đẳng Kinh tế – Kỹ thuật Thành phố Hồ Chí Minh   | TP. Hồ Chí Minh   | https://ktkthcm.edu.vn/                                                                   |
| 85  | Trường Cao đẳng Kinh tế – Kỹ thuật Vinatex                 | TP. Hồ Chí Minh   | https://vinatexcollege.edu.vn/                                                            |
| 86  | Trường Cao đẳng Kinh tế Thành phố Hồ Chí Minh              | TP. Hồ Chí Minh   | https://kthcm.edu.vn/                                                                     |
| 87  | Trường Cao đẳng Kỹ thuật Cao Thắng                         | TP. Hồ Chí Minh   | https://caothang.edu.vn/                                                                  |
| 88  | Trường Cao đẳng Kỹ thuật Công nghệ Bà Rịa – Vũng Tàu       | Bà Rịa – Vũng Tàu | https://www.bctech.edu.vn/                                                                |
| 89  | Trường Cao đẳng Lý Tự Trọng Thành phố Hồ Chí Minh          | TP. Hồ Chí Minh   | https://lttc.edu.vn/                                                                      |
| 90  | Trường Cao đẳng Mỹ thuật trang trí Đồng Nai                | Đồng Nai          | https://www.dncda.edu.vn/                                                                 |
| 91  | Trường Cao đẳng Phát thanh Truyền hình II                  | TP. Hồ Chí Minh   | https://vov.edu.vn/                                                                       |
| 92  | Trường Cao đẳng Thống kê II                                | Đồng Nai          | https://thongke2.edu.vn/                                                                  |
| 93  | Trường Cao đẳng Văn hóa Nghệ thuật Thành phố Hồ Chí Minh   | TP. Hồ Chí Minh   | https://vhnthcm.edu.vn/                                                                   |
| 94  | Trường Cao đẳng Xây dựng Thành phố Hồ Chí Minh             | TP. Hồ Chí Minh   | https://hcc2.edu.vn/                                                                      |
| 95  | Trường Cao đẳng Cơ điện và Nông nghiệp Nam Bộ              | Cần Thơ           | https://cea.edu.vn/                                                                       |
| 96  | Trường Cao đẳng Cộng đồng Đồng Tháp                        | Đồng Tháp         | https://dtcc.edu.vn/                                                                      |
| 97  | Trường Cao đẳng Kiên Giang                                 | Kiên Giang        | https://www.kgc.edu.vn/                                                                   |
| 98  | Trường Cao đẳng Kinh tế – Kỹ thuật Bạc Liêu                | Bạc Liêu          | http://www.ktktbl.edu.vn/                                                                 |
| 99  | Trường Cao đẳng Kinh tế – Kỹ thuật Cần Thơ                 | Cần Thơ           | https://www.ctec.edu.vn/ctec/index.php                                                    |
| 100 | Trường Cao đẳng Nông nghiệp Nam Bộ                         | Tiền Giang        | https://nbac.edu.vn/                                                                      |
| 101 | Trường Cao đẳng Văn hóa Nghệ thuật Cần Thơ                 | Cần Thơ           | https://vhntct.edu.vn/                                                                    |
| 102 | Trường Cao đẳng Kỹ thuật Quảng Trị                         | Quảng Trị         |                                                                                           |

#### Ngoài công lập
1. Trường Cao đẳng ASEAN
2. Trường Cao đẳng Âu Lạc Huế
3. Trường Cao đẳng Bách khoa Đà Nẵng
4. Trường Cao đẳng Bách khoa Hưng Yên
5. Trường Cao đẳng Bách Việt
6. Trường Cao đẳng Bán công Công nghệ và Quản trị doanh nghiệp
7. Trường Cao đẳng Công nghệ Bắc Hà
8. Trường Cao đẳng Công nghệ Hà Nội
9. Trường Cao đẳng Công nghệ thông tin Thành phố Hồ Chí Minh
10. Trường Cao đẳng Công nghệ và Quản trị Sonadezi
11. Trường Cao đẳng Công nghệ và Thương mại Hà Nội
12. Trường Cao đẳng Đại Việt – Hà Nội
13. Trường Cao đẳng Đại Việt Đà Nẵng
14. Trường Cao đẳng Dược Hà Nội
15. Trường Cao đẳng Hoan Châu
16. Trường Cao đẳng Kinh tế Công nghệ Thành phố Hồ Chí Minh
17. Trường Cao đẳng Kinh tế Kỹ thuật Đông Du – Đà Nẵng
18. Trường Cao đẳng Kinh tế Kỹ thuật Hà Nội
19. Trường Cao đẳng Kỹ thuật Công nghệ Bách Khoa
20. Trường Cao đẳng Kỹ thuật Công nghệ Vạn Xuân
21. Trường Cao đẳng Lạc Việt – Đà Nẵng
22. Trường Cao đẳng Miền Nam
23. Trường Cao đẳng Ngoại ngữ – Công nghệ Việt Nhật
24. Trường Cao đẳng Phương Đông – Đà Nẵng
25. Trường Cao đẳng Phương Đông – Quảng Nam
26. Trường Cao đẳng Quảng Ngãi
27. Trường cao đẳng Quốc tế BTEC FPT
28. Trường Cao đẳng Quốc tế Pegasus
29. Trường Cao đẳng Tâm Trí
30. Trường Cao đẳng Tư thục Đức Trí – Đà Nẵng
31. Trường Cao đẳng Văn hoá Nghệ thuật và Du lịch Sài Gòn
32. Trường Cao đẳng Viễn Đông
33. Trường Cao đẳng Việt – Anh
34. Trường Cao đẳng Việt Mỹ
35. Trường Cao đẳng Y Dược Hồ Chí Minh
36. Trường Cao đẳng Y Dược Hợp Lực – Thanh Hóa
37. Trường Cao đẳng Y Dược Pasteur Hà Nội
38. Trường Cao đẳng Y Dược Pasteur Thành phố Hồ Chí Minh
39. Trường Cao đẳng Y Dược Pasteur Yên Bái
40. Trường Cao đẳng Y Dược Phú Thọ
41. Trường Cao đẳng Y Dược Sài Gòn
42. Trường Cao đẳng Y khoa Phạm Ngọc Thạch

### Trường cao đẳng nghề
Khu vực Thành phố Hà Nội
1. Trường Cao đẳng Cơ Điện và Công nghệ thực phẩm Hà Nội
2. Trường Cao đẳng Điện lực miền Bắc
3. Trường Cao đẳng Đường sắt
4. Trường Cao đẳng Giao thông vận tải Trung ương I
5. Trường Cao đẳng Kỹ thuật trang thiết bị Y tế
6. Trường Cao đẳng nghề An ninh – Công nghệ
7. Trường Cao đẳng nghề Bách khoa Hà Nội (Hactech)
8. Trường Cao đẳng nghề Bách Khoa
9. Trường Cao đẳng nghề Cơ điện Hà Nội
10. Trường Cao đẳng nghề Công nghệ cao Hà Nội
11. Trường Cao đẳng nghề Công nghệ và Kinh tế Hà Nội
12. Trường Cao đẳng nghề Công nghiệp Hà Nội
13. Trường Cao đẳng nghề Hùng Vương
14. Trường Cao đẳng nghề Kinh doanh và Công nghệ Hà Nội
15. Trường Cao đẳng nghề Kỹ thuật – Công nghệ – Kinh tế Simco Sông Đà
16. Trường Cao đẳng nghề Kỹ thuật Công nghệ
17. Trường Cao đẳng nghề Kỹ thuật Mỹ nghệ Việt Nam
18. Trường Cao đẳng Nghề Kỹ thuật và Nghiệp vụ Hà Nội
19. Trường Cao đẳng nghề Long Biên
20. Trường Cao đẳng nghề Nguyễn Trãi
21. Trường Cao đẳng nghề Quốc tế Hà Nội
22. Trường Cao đẳng nghề số 17 – Bộ Quốc phòng
23. Trường Cao đẳng nghề Thăng Long
24. Trường Cao đẳng nghề Trần Hưng Đạo
25. Trường Cao đẳng nghề Văn Lang Hà Nội
26. Trường Cao đẳng nghề Việt Nam – Hàn Quốc Thành phố Hà Nội
27. Trường Cao đẳng Phú Châu
28. Trường Cao đẳng Thực hành FPT

Khu vực Thành phố Hồ Chí Minh
1. Trường Cao đẳng Giao thông vận tải Đường thủy II
2. Trường Cao đẳng Kinh tế – Kỹ thuật Thủ Đức
3. Trường Cao đẳng Kỹ nghệ II
4. Trường Cao đẳng Kỹ thuật Nguyễn Trường Tộ
5. Trường Cao đẳng nghề Công nghệ thông tin iSPACE
6. Trường Cao đẳng nghề Du lịch Sài Gòn
7. Trường Cao đẳng Nghề Hàng hải Thành phố Hồ Chí Minh
8. Trường Cao đẳng Nghề Kinh tế kỹ thuật Thành phố Hồ Chí Minh
9. Trường Cao đẳng nghề Sài Gòn
10. Trường Cao đẳng nghề số 7 – Bộ Quốc phòng
11. Trường Cao đẳng Nghề Thành phố Hồ Chí Minh
12. Trường Cao đẳng Quốc tế Thành phố Hồ Chí Minh
13. Trường Cao đẳng Thủ Thiêm – TP. Hồ Chí Minh

Khu vực phía bắc (Từ Hà Tĩnh trở ra)
1. Trường Cao đẳng nghề Nông nghiệp và Phát triển nông thôn Thanh Hóa
2. Trường Cao đẳng Cơ điện Phú Thọ
3. Trường Cao đẳng Cơ điện và Xây dựng Bắc Ninh
4. Trường Cao đẳng Cơ giới Xây dựng
5. Trường Cao đẳng Cơ khí Nông nghiệp
6. Trường Cao đẳng Công nghiệp Bắc Ninh
7. Trường Cao đẳng Công nghiệp Dệt – May Nam Định
8. Trường Cao đẳng Công Thương Thái Nguyên
9. Trường Cao đẳng Du lịch – Thương mại Nghệ An
10. Trường Cao đẳng Kỹ thuật Công nghệ Hòa Bình
11. Trường Cao đẳng Kỹ thuật Công nghệ Nam Định
12. Trường Cao đẳng Kỹ thuật công nghệ Sơn La
13. Trường Cao đẳng Kỹ thuật và Công nghệ tỉnh Hà Giang
14. Trường Cao đẳng Lào Cai
15. Trường Cao đẳng nghề An Nhất Vinh
16. Trường Cao đẳng nghề Bắc Giang
17. Trường Cao đẳng nghề Bắc Nam
18. Trường Cao đẳng nghề Bách nghệ Hải Phòng
19. Trường Cao đẳng nghề Cơ điện Tây Bắc
20. Trường Cao đẳng nghề Cơ điện và Thủy lợi
21. Trường Cao đẳng nghề Cơ điện xây dựng Tam Điệp
22. Trường Cao đẳng nghề Cơ giới Ninh Bình
23. Trường Cao đẳng nghề Công nghệ Giấy và Cơ điện
24. Trường Cao đẳng nghề Công nghệ Hà Tĩnh
25. Trường Cao đẳng nghề Công nghệ LICOGI Thanh Hóa
26. Trường Cao đẳng nghề Công nghệ và Nông Lâm Đông Bắc
27. Trường Cao đẳng nghề Công nghệ và Nông Lâm Phú Thọ
28. Trường Cao đẳng nghề Công nghệ Việt– Hàn Bắc Giang
29. Trường Cao đẳng nghề Công nghệ, Kinh tế và Chế biến lâm sản
30. Trường Cao đẳng nghề Công nghệ, Kinh tế và Thủy sản
31. Trường Cao đẳng nghề Công nghiệp Hải Phòng
32. Trường Cao đẳng nghề Công nghiệp Thanh Hóa
33. Trường Cao đẳng nghề Công nghiệp Việt Bắc – Vinacomin
34. Trường Cao đẳng nghề Công thương Việt Nam
35. Trường Cao đẳng nghề Đại An
36. Trường Cao đẳng nghề dân tộc nội trú Bắc Kạn
37. Trường Cao đẳng nghề Dịch vụ Hàng không AIRSERCO
38. Trường Cao đẳng nghề Điện Biên
39. Trường Cao đẳng nghề Du lịch và dịch vụ Hải Phòng
40. Trường Cao đẳng nghề Duyên Hải
41. Trường Cao đẳng Nghề Giao thông Cơ điện Quảng Ninh
42. Trường Cao đẳng nghề Giao thông Vận tải Đường thủy I
43. Trường Cao đẳng nghề Giao thông vận tải trung ương II
44. Trường Cao đẳng nghề Hà Nam
45. Trường Cao đẳng nghề Hải Dương
46. Trường Cao đẳng nghề Kinh tế – Công nghệ VICET
47. Trường Cao đẳng nghề Kinh tế – Kỹ thuật Bắc Bộ
48. Trường Cao đẳng nghề Kinh tế – Kỹ thuật số 1 Nghệ An
49. Trường Cao đẳng nghề Kinh tế – Kỹ thuật Tô Hiệu
50. Trường Cao đẳng nghề Kỹ thuật – Công nghệ LOD
51. Trường Cao đẳng nghề Kỹ thuật Công nghiệp Việt Nam – Hàn Quốc Nghệ An
52. Trường Cao đẳng Nghề Kỹ thuật y tế Thăng Long
53. Trường Cao đẳng Nghề Kỹ thuật–Công nghệ Tuyên Quang
54. Trường Cao đẳng nghề Lam Kinh
55. Trường Cao đẳng nghề Lạng Sơn
56. Trường Cao đẳng nghề Lao động – Xã hội Hải Phòng
57. Trường Cao đẳng nghề LILAMA–1
58. Trường Cao đẳng nghề Phú Thọ
59. Trường Cao đẳng nghề Quản lý và Công nghệ
60. Trường Cao đẳng nghề số 1 – Bộ Quốc phòng
61. Trường Cao đẳng nghề số 13 – Bộ Quốc phòng
62. Trường Cao đẳng nghề số 19 – Bộ Quốc phòng
63. Trường Cao đẳng nghề số 2 – Bộ Quốc phòng
64. Trường Cao đẳng nghề số 20 – Bộ Quốc phòng
65. Trường Cao đẳng nghề số 3 – Bộ Quốc phòng
66. Trường Cao đẳng nghề số 4 – Bộ Quốc phòng
67. Trường Cao đẳng nghề Sông Đà
68. Trường Cao đẳng nghề Thái Bình
69. Trường Cao đẳng nghề Thương mại và Công nghiệp
70. Trường Cao đẳng nghề Việt – Hàn Quảng Ninh
71. Trường Cao đẳng nghề Việt Xô số 1
72. Trường Cao đẳng nghề Việt–Đức Hà Tĩnh
73. Trường Cao đẳng nghề Viglacera
74. Trường Cao đẳng nghề Vĩnh Phúc
75. Trường Cao đẳng nghề Yên Bái
76. Trường Cao đẳng Than – Khoáng sản Việt Nam
77. Trường Cao đẳng Việt Đức Nghệ An
78. Trường Cao đẳng VMU

Khu vực phía nam (Từ Quảng Bình trở vào)
1. Trường Cao đẳng Cơ điện – Xây dựng và Nông Lâm Trung Bộ
2. Trường Cao đẳng Công nghệ Quốc tế LILAMA–2
3. Trường Cao đẳng Công nghệ Tây Nguyên
4. Trường Cao đẳng Công nghệ và Nông Lâm Nam Bộ
5. Trường Cao đẳng Dầu khí
6. Trường Cao đẳng Đồng Khởi
7. Trường Cao đẳng Du lịch Cần Thơ
8. Trường Cao đẳng Du lịch Đà Lạt
9. Trường Cao đẳng Du lịch Đà Nẵng
10. Trường Cao đẳng Du lịch Huế
11. Trường Cao đẳng Du lịch Nha Trang
12. Trường Cao đẳng Du lịch Vũng Tàu
13. Trường Cao đẳng Hòa Bình Xuân Lộc
14. Trường Cao đẳng Kỹ nghệ Dung Quất
15. Trường Cao đẳng Kỹ thuật Công nghệ Bà Rịa – Vũng Tàu
16. Trường Cao đẳng Kỹ thuật Công nghệ Nha Trang
17. Trường Cao đẳng Kỹ thuật Công nghệ Quy Nhơn
18. Trường Cao đẳng Kỹ thuật Đắk Lắk
19. Trường Cao đẳng Kỹ thuật Đồng Nai
20. Trường Cao đẳng nghề An Giang
21. Trường Cao đẳng nghề Bạc Liêu
22. Trường Cao đẳng nghề Bình Phước
23. Trường Cao đẳng nghề Bình Thuận
24. Trường Cao đẳng nghề Cần Thơ
25. Trường Cao đẳng nghề Cơ giới Quảng Ngãi
26. Trường Cao đẳng nghề Cơ giới và Thủy lợi
27. Trường Cao đẳng nghề Công nghệ cao Đồng An
28. Trường Cao đẳng nghề Công nghệ cao Đồng Nai
29. Trường Cao đẳng nghề Công nghệ Sài Gòn
30. Trường Cao đẳng nghề Đà Lạt
31. Trường Cao đẳng nghề Đà Nẵng
32. Trường Cao đẳng nghề Đồng Tháp
33. Trường Cao đẳng nghề Hoa Sen
34. Trường Cao đẳng Nghề Khách sạn Du lịch Quốc tế IMPERIAL
35. Trường Cao đẳng nghề Kiên Giang
36. Trường Cao đẳng nghề Kỹ thuật Công nghệ LADEC
37. Trường Cao đẳng nghề Kỹ thuật thiết bị Y tế Bình Dương
38. Trường Cao đẳng nghề Long An
39. Trường Cao đẳng nghề Nguyễn Tri Phương
40. Trường Cao đẳng nghề Nguyễn Văn Trỗi
41. Trường Cao đẳng nghề Ninh Thuận
42. Trường Cao đẳng nghề Phú Yên
43. Trường Cao đẳng nghề Quảng Bình
44. Trường Cao đẳng nghề Quảng Nam
45. Trường Cao đẳng nghề Quốc tế Nam Việt
46. Trường Cao đẳng nghề số 21 – Bộ Quốc phòng
47. Trường Cao đẳng nghề số 22 – Bộ Quốc phòng
48. Trường Cao đẳng nghề số 23 – Bộ Quốc phòng
49. Trường Cao đẳng nghề số 5 – Bộ Quốc phòng
50. Trường Cao đẳng nghề số 8 – Bộ Quốc phòng
51. Trường Cao đẳng nghề số 9 – Bộ Quốc phòng
52. Trường Cao đẳng nghề Sóc Trăng
53. Trường Cao đẳng nghề Tây Ninh
54. Trường Cao đẳng nghề Tây Sài Gòn
55. Trường Cao đẳng Nghề Thừa Thiên Huế
56. Trường Cao đẳng nghề Tiền Giang
57. Trường Cao đẳng nghề Trà Vinh
58. Trường Cao đẳng nghề Trần Đại Nghĩa
59. Trường Cao đẳng nghề Việt Nam – Hàn Quốc Cà Mau
60. Trường Cao đẳng nghề Việt Nam – Singapore
61. Trường Cao đẳng nghề Việt Nam–Hàn Quốc Quảng Ngãi
62. Trường Cao đẳng nghề Việt–Úc Đà Nẵng
63. Trường Cao đẳng nghề Vĩnh Long
64. Trường Cao đẳng Quốc tế Vabis
65. Trường Cao đẳng Thaco
66. Trường Cao đẳng Việt Nam–Hàn Quốc Bình Dương